# هيروشي أونيشي
هيروشي أونيشي (باليابانية: 大西博؛ بالكانا: おおにし　ひろし) هو رسام ياباني، ولد في 18 يونيو 1961 في توكوشيما في اليابان، وتوفي في 31 مارس 2011 في بحيرة بيوا في اليابان.